# Belay Assefa
Belay Assefa (ur. 17 czerwca 1992) – etiopski lekkoatleta specjalizujący się w biegach długodystansowych.
Podczas mistrzostw świata w półmaratonie w Kawarnie (2012) zajął jedenaste miejsce indywidualnie oraz zdobył brązowy medal w klasyfikacji drużynowej.
Rekordy życiowe: półmaraton – 1:00:59 (11 marca 2012, Verbania); maraton – 2:11:53 (21 kwietnia 2013, Hamburg).

## Osiągnięcia
| Rok  | Impreza                           | Miejsce | Konkurencja            | Lokata      | Wynik   |
| ---- | --------------------------------- | ------- | ---------------------- | ----------- | ------- |
| 2012 | Mistrzostwa świata w półmaratonie | Kawarna | półmaraton             | 11. miejsce | 1:02:17 |
| 2012 | Mistrzostwa świata w półmaratonie | Kawarna | półmaraton (drużynowo) | 3. miejsce  | 3:05:43 |